# Josef van Ess
Pour les articles homonymes, voir Ess.

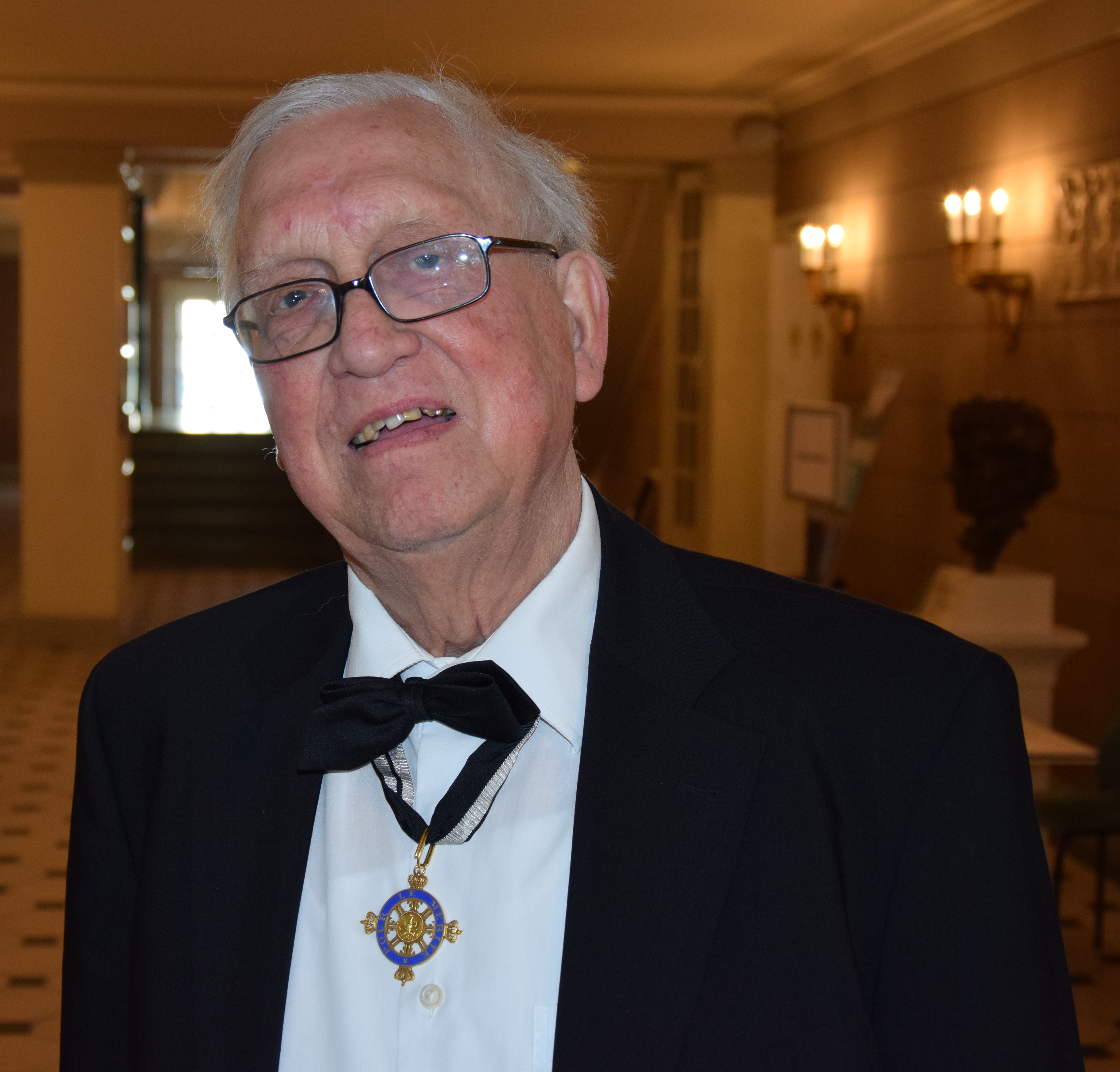
Josef van Ess, 2014

Josef van Ess (né le 18 avril 1934 à Aix-la-Chapelle et mort le 20 novembre 2021 à Tübingen) est un islamologue allemand. Il a enseigné à l'Université de Tübingen jusqu'à sa retraite prise en 1999.

## Biographie
En 1959, van Ess a obtenu son doctorat à Bonn en faisant une thèse sur le soufisme. L'habilitation a eu lieu à Francfort en 1964 par l'écriture d'une thèse sur l'épistémologie dans la scolastique islamique. Il a été professeur à l'Université de Californie à Los Angeles (1967) et à l'Université américaine de Beyrouth (1967-1968). En 1968, il succède à Rudi Paret (de) comme professeur ordinaire au séminaire oriental de l'université de Tübingen à la chaire Islamkunde und Semitistik.
Son travail principal est la théologie et la société aux IIe et IIIe siècles hijra. Une histoire de la pensée religieuse au début de l'islam (en allemand : Theologie und Gesellschaft im 2. und 3. Jahrhundert Hidschra), en six volumes. Ouvrage dans lequel il reconstruit les pensées des premiers théologiens islamiques, qui ne sont généralement transmis que par des auteurs ultérieurs.

## Récompenses et honneurs
- 1991 : Membre titulaire de l'Academia Europaea[2]
- 2010 : Congrès mondial des études du Moyen-Orient (WOCMES) - Récompense pour contributions exceptionnelles aux études du Moyen-Orient[3]
- 2010 : Grande croix fédérale du mérite avec une étoile
- 2009 : Pour le Mérite pour la science et les arts[4]

## Écrits
(juin 2020).
- Die Gedankenwelt des Hârith al-Muhâsibî. Anhand von Übersetzungen aus seinen Schriften dargestellt und erläutert. Bonn: Selbstverlag des Orientalischen Seminars der Universität Bonn 1961. (Bonner Orientalistische Studien. Neue Serie. Band 12.) ohne ISBN
- Die Erkenntnislehre des 'Adudaddîn al-Ici. Übersetzung und Kommentar des ersten Buches seiner Mawaqif. Steiner, Wiesbaden 1966. (Akademie der Wissenschaften und der Literatur. Veröffentlichungen der Orientalischen Kommission. Band 22.)  (ISBN 3-447-03558-7)
- Traditionistische Polemik gegen ʿAmr Ibn ʿUbaid. Zu einem Text des ʿAlī Ibn ʿUmar ad-Dâraquthnî. Steiner, Beirut/Wiesbaden 1967. (Beiruter Texte und Studien. Band 7. Nachdruck Ergon, Würzburg 2004.)  (ISBN 3-89913-006-5)
- Frühe muʿtazilitische Häresiographie. Zwei Werke des Nâschi' al-Akbar (gest. 293 H.). Orient Institut, Beirut 1971. (Beiruter Texte und Studien. Band 11. Nachdruck Ergon, Würzburg 2003.)  (ISBN 3-89913-277-7)
- Das Kitâb an-Nakth des Nazzâm und seine Rezeption im Kitâb al-Futyâ des Dschâḥiz. Eine Sammlung der Fragmente mit Übersetzung und Kommentar. Vandenhoeck und Ruprecht, Göttingen 1972. (Abhandlungen der Akademie der Wissenschaften in Göttingen. Philologisch-historische Klasse. Dritte Folge, Band 70.) ohne ISBN
- Das biographische Lexikon des Salâhhadîn Halîl ibn Aibak as-Safadî. Neunter Teil: Von Asab ibn Ibrâhîm bis Aydekîn al-Bunduqdâr. Herausgegeben von Josef van Ess. Steiner, Wiesbaden 1974. (Bibliotheca Islamica. Band 6i.)
- Zwischen Hadîth und Theologie. Studien zum Entstehen prädestinatianischer Überlieferung. De Gruyter, Berlin und New York 1975. (Studien zur Sprache, Geschichte und Kultur des islamischen Orients. Neue Folge. Band 7.)  (ISBN 3-11-004290-8)
- Anfänge muslimischer Theologie: Zwei antiqadaritische Traktate aus dem ersten Jahrhundert der Hidschra. Steiner, Wiesbaden 1977. (Beiruter Texte und Studien. Band 14. Hier kein Nachdruck.)  (ISBN 3-515-01842-5)
- Chiliastische Erwartungen und die Versuchung der Göttlichkeit. Der Kalif al-Hâkim (386-411 H.). Winter, Heidelberg 1977. (Abhandlungen der Heidelberger Akademie der Wissenschaften. Philosophisch-historische Klasse. Jahrgang 1977. 2. Abhandlung.)  (ISBN 3-533-02662-0)
- Theology and science. The case of Abû Ishâq an-Nazzâm. University of Michigan, Ann Arbor 1978. (The second annual United Arab Emirates Lecture in Islamic Studies.) ohne ISBN
- Der Thailasân des Ibn Harb. „Mantelgedichte“ in arabischer Sprache. Winter, Heidelberg 1979. (Abhandlungen der Heidelberger Akademie der Wissenschaften. Philosophisch-historische Klasse. Jahrgang 1979. 4. Abhandlung.)  (ISBN 3-533-02792-9)
- Ungenützte Texte zur Karrâmîya. Eine Materialsammlung. Winter, Heidelberg 1980. (Abhandlungen der Heidelberger Akademie der Wissenschaften. Philosophisch-historische Klasse. Jahrgang 1980. 6. Abhandlung.)  (ISBN 3-533-02849-6)
- Der Wesir und seine Gelehrten. Zu Inhalt und Entstehungsgeschichte der theologischen Schriften des Raschîduddîn Fazlullâh (gest. 718/1318). Steiner, Wiesbaden 1981. (Abhandlungen für die Kunde des Morgenlandes. Band 45.4.)  (ISBN 3-515-03359-9)
- Une lecture à rebours de l'histoire du Mu'tazilisme. Revue des études islamiques 14, Paris 1984. ohne ISBN
- Zusammen mit Hans Küng, Heinrich von Stietencorn und Heinz Bechert: Christentum und Weltreligionen. Hinführung zum Dialog mit Islam, Hinduismus und Buddhismus. Piper, München 1984.  (ISBN 3-492-03517-5)
- The youthful god. Anthropomorphism in early islam. Arizona State Uninersity, Tempe 1989. (The university lecture in religion.)
- Theologie und Gesellschaft im 2. und 3. Jahrhundert Hidschra. Eine Geschichte des religiösen Denkens im frühen Islam. De Gruyter, Berlin und New York 1991–1997. (Sechs Bände.)
  - Band 1: 1991.  (ISBN 3-11-011859-9)
  - Band 2: 1992.  (ISBN 3-11-012212-X)
  - Band 3: 1992.  (ISBN 3-11-013161-7)
  - Band 4: 1997.  (ISBN 3-11-014835-8) (mit Register zu den Bänden 1–4)
  - Band 5: 1993.  (ISBN 3-11-013726-7) (Texte I–XXI)
  - Band 6: 1995.  (ISBN 3-11-014267-8) (Texte XXII–XXXV)
- Der Fehltritt des Gelehrten: Die „Pest von Emmaus“ und ihre theologischen Nachspiele. Winter, Heidelberg 2001. (Supplemente zu den Schriften der Heidelberger Akademie der Wissenschaften. Philosophisch-historische Klasse. Band 13.)  (ISBN 3-8253-1200-3)
- Les prémices de la théologie musulmane. Albin Michel, Paris 2002. (Lectures de l'insitute du monde arabe.)
- Der Eine und das Andere. Beobachtungen an islamischen häresiographischen Texten. De Gruyter, Berlin/New York 2011. (Zwei Bände.) (Studien zur Geschichte und Kultur des islamischen Orients. Neue Folge. Band 23.)  (ISBN 978-3-11-021577-9)
- Der Dschihad gestern und heute. De Gruyter, Berlin und Boston 2012. (Julius-Wellhausen-Vorlesung. Band 3.)  (ISBN 978-3-11-024569-1)
- Die Träume der Schulweisheit. Leben und Werk des 'Als ibn Muhammad al-Ǧurgānī (gest. 816/1413). Harrassowitz, Wiesbaden 2013. (Abhandlungen für die Kunde des Morgenlandes. Band 86.)  (ISBN 978-3-447-06821-5)
- Im Halbschatten. Der Orientalist Hellmut Ritter (1892–1971). Harrassowitz, Wiesbaden 2013. (Eine Veröffentlichung der Heidelberger Akademie der Wissenschaften. Philosophisch-historische Klasse. Ohne Bandangabe.)  (ISBN 978-3-447-10029-8)
- Kleine Schriften. Brill, Leiden und Boston 2018. (Drei Bände.) (Islamic history and civilization, Band 137.)  (ISBN 978-90-04-31224-1)